# Bohutín (ort i Tjeckien, Olomouc)
Bohutín är en ort i Tjeckien.   Den ligger i regionen Olomouc, i den östra delen av landet, 180 km öster om huvudstaden Prag. Bohutín ligger 315 meter över havet och antalet invånare är 859.
Terrängen runt Bohutín är kuperad åt nordväst, men åt sydost är den platt. Runt Bohutín är det tätbefolkat, med 266 invånare per kvadratkilometer. Närmaste större samhälle är Šumperk, 6,5 km öster om Bohutín. I omgivningarna runt Bohutín växer i huvudsak blandskog.